# Australisk passionsblomma
Australisk passionsblomma (Passiflora herbertiana) är en art i passionsblomssläktet i familjen passionsblommeväxter från östra Australien. I utkanten av regnskogar.

## Beskrivning
Lian. Blad vanligen treflikiga med lätt håriga bladundersidor, grunt flikiga med breda flikar. Blommor ca 6 cm i diameter, gula till orange. Frukt ca 5 cm lång, grön med ljusare fläckar.

## Odling
Lättodlad som krukväxt eller utplanteringsväxt. Kräver en solig placering och med bra ljus kan den blomma från april till sena hösten. Föredrar en något sur jord som skall vara väldränerad. Övervintras vid ca 5-15°C. Kräver god tillgång till näring och bör hållas jämnt fuktig året om. Förökas bäst med sticklingar från en bra sort, även frösådd.

## Synonymer
- Disemma herbertiana (Ker Gawler) de Candolle, 1828
- Disemma herbertiana var. caleyana de Candolle, 1828
- Disemma caleyana (de Candolle) M.Roemer, 1846
- Murucuia herbertiana (Ker Gawler) Sweet, 1826
- Passiflora biglandulosa Caley. ex de Candolle, 1828
- Passiflora distephanea (F.Mueller)Harms., 1893
- Passiflora herbertiana var. caleyana (de Candolle) Masters, 1871
- Passiflora verruculosa Weinmann, 1824

## Bildgalleri

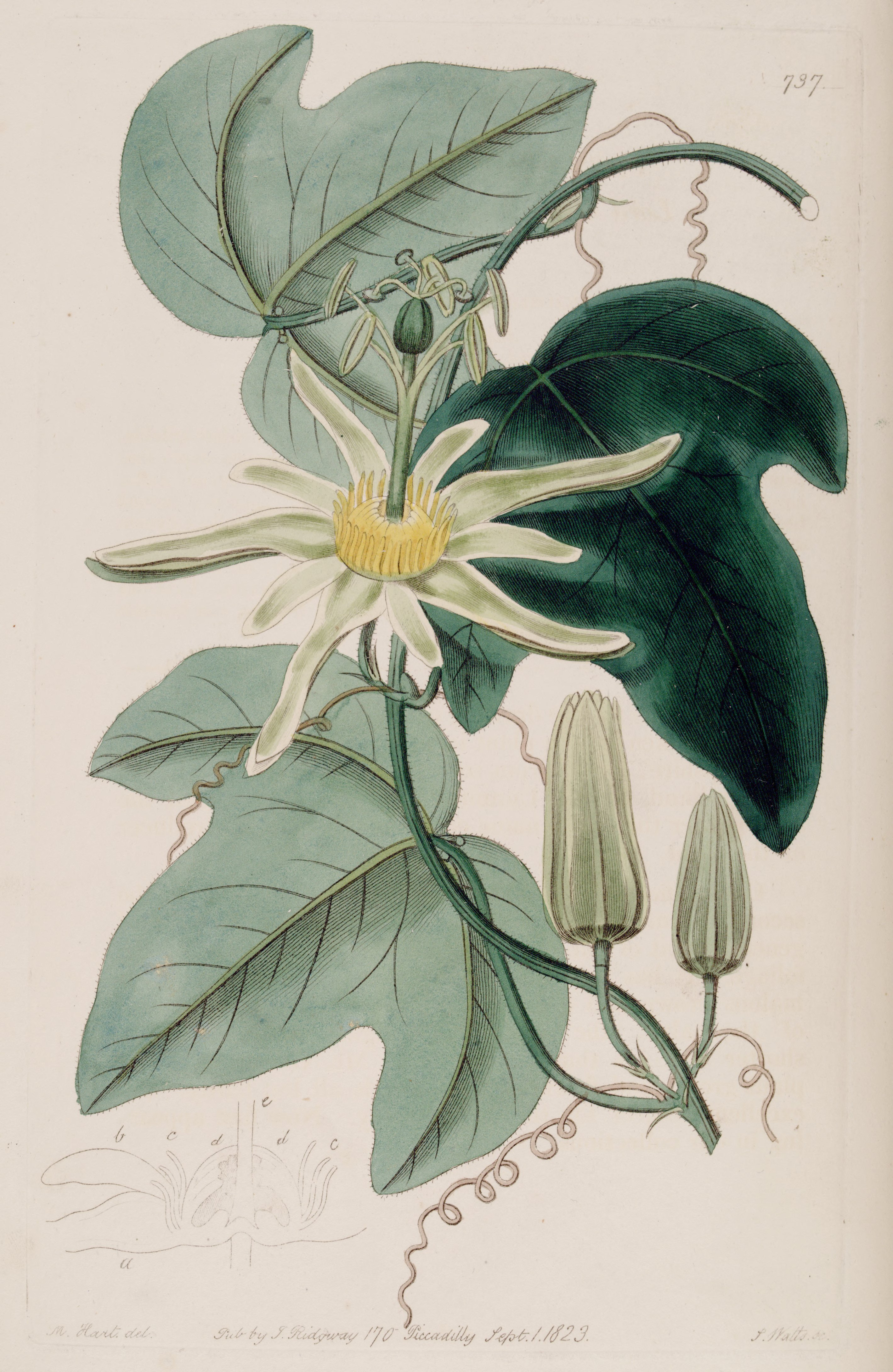
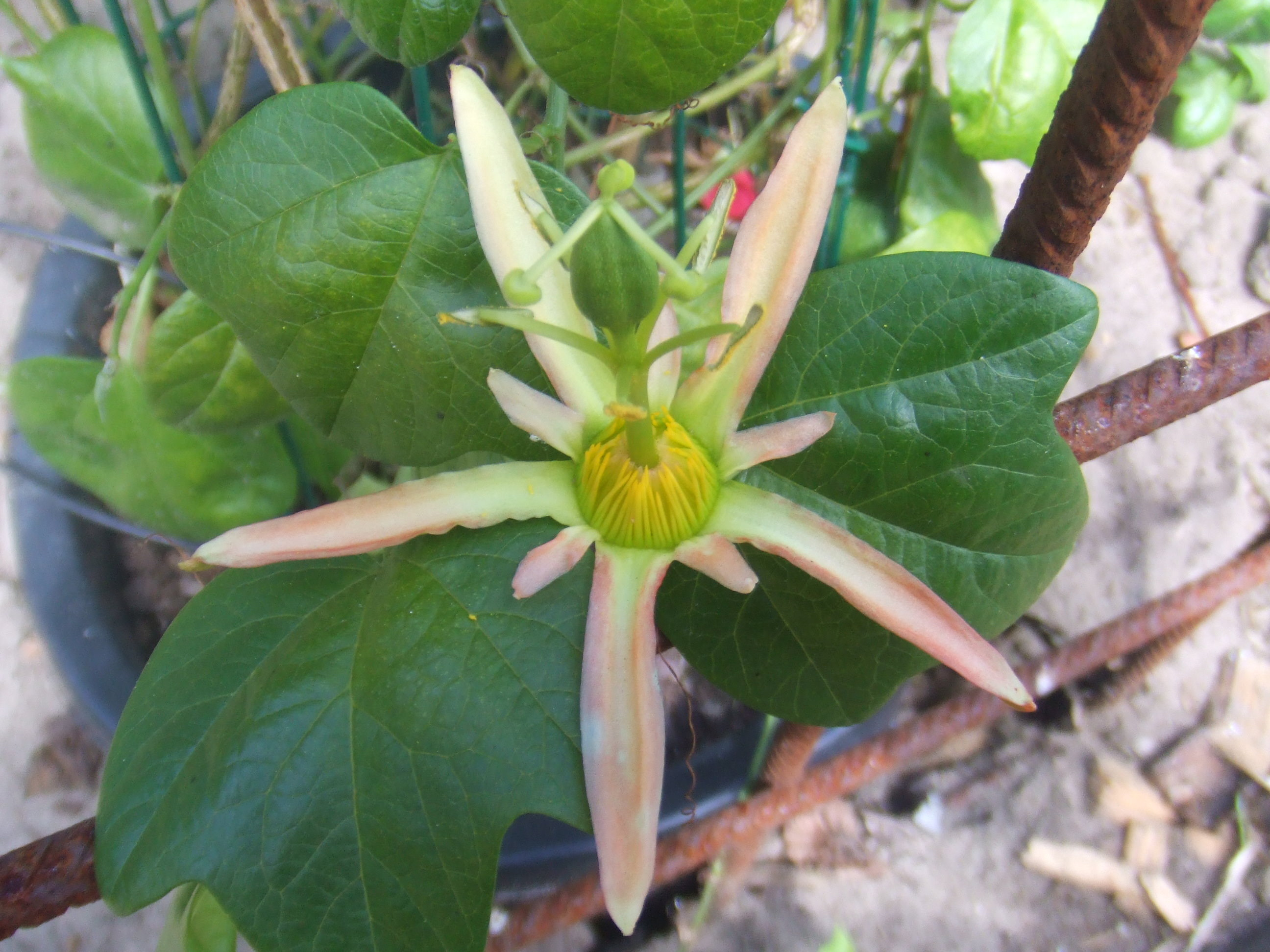